# دایموند اسپرینگز (کالیفرنیا)
دایموند اسپرینگز (به انگلیسی: Diamond Springs) یک منطقهٔ مسکونی در ایالات متحده آمریکا است که در شهرستان ال دورادو، کالیفرنیا واقع شده‌است. دایموند اسپرینگز ۴۳٫۲۸۶ کیلومتر مربع مساحت و ۱۱٬۰۳۷ نفر جمعیت دارد و ۵۴۶ متر بالاتر از سطح دریا واقع شده‌است.